# 斯图狄乌斯隐修院的圣狄奥多尔

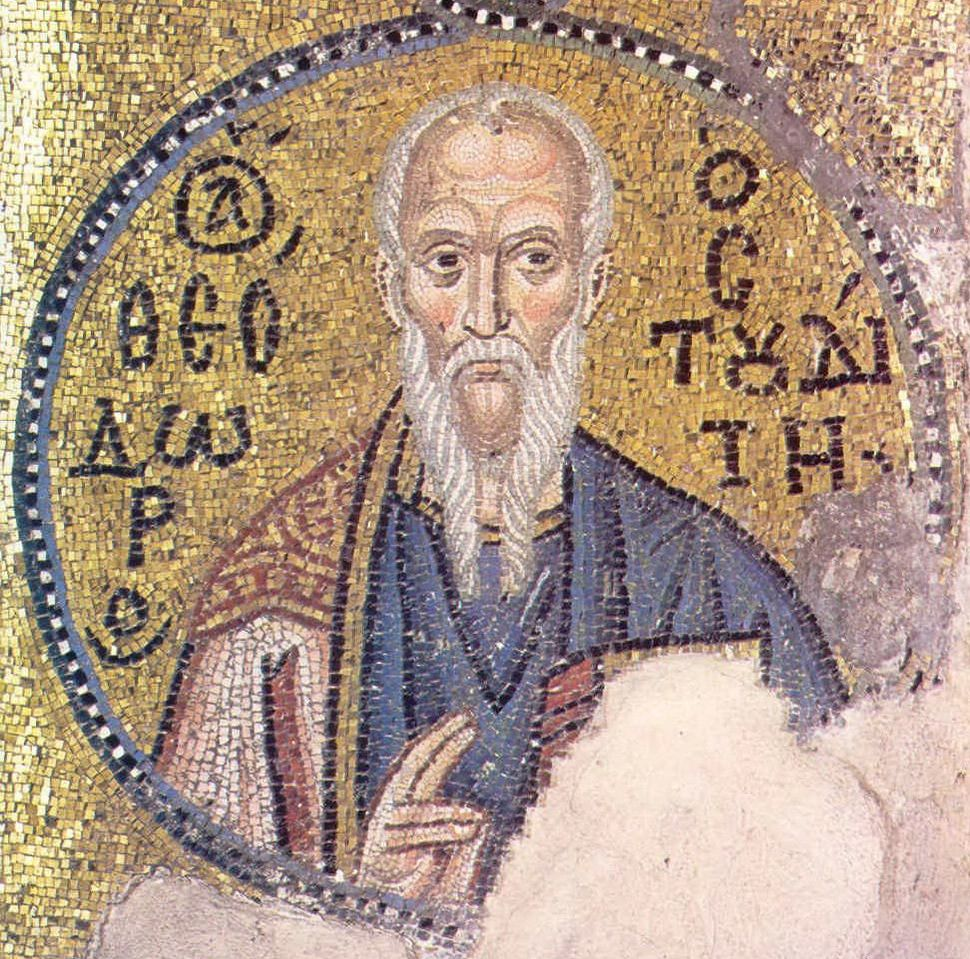
斯图狄乌斯隐修院的圣狄奥多尔

斯图狄乌斯隐修院的圣狄奥多尔（759年—826年）是拜占庭帝国希腊人僧侣，斯图狄乌斯隐修院院长，曾带头反对圣像破坏运动。早年受叔叔的影响成为僧侣，在比提尼亚担任修道院院长，因反对君士坦丁六世与表妹结婚而被流放至塞萨洛尼卡。君士坦丁六世被推翻后，伊琳娜女皇将其召回。806年因与尼基弗鲁斯一世就君士坦丁堡的尼基弗鲁斯一世的任命问题发生冲突而再次被流放。利奥五世任内推动偶像破坏运动，狄奥多尔因反对而被流放。米海尔二世时被召回，但未能恢复修道院院长一职。狄奥多尔始终为维护教会独立而与帝权斗争，当君士坦丁堡牧首与皇帝妥协时，狄奥多尔也会反对君士坦丁堡牧首。